# Conjectures sur le commencement de l'histoire humaine
Les Conjectures sur le commencement de l'histoire humaine sont une œuvre de philosophie d'Emmanuel Kant, parue en 1786.

## Présentation générale

### Contenu
Kant développe la continuation de sa philosophie de l'histoire. Il s'agit du premier ouvrage à ce faire depuis la publication en 1784 de l'Idée d'une histoire universelle d'un point de vue cosmopolitique. Si le texte de 1784 est tourné vers l'avenir, les conjectures traitent du passé de l'homme. Il y établit une philosophie de la guerre.
Kant y défend la raison et affirme que l'homme est responsable de son histoire. Cet ouvrage est l'un de ceux, chez Kant, qui sont le plus nettement marqués par la lecture de Jean-Jacques Rousseau. Imprégné par ses lectures du philosophe de Genève, il y traite des questions de l'origine du mal et de la bonté, à savoir s'ils sont naturels ou pas. Kant cite plusieurs écrits de Rousseau, dont Du contrat social, l'Émile ou De l'éducation, ou encore le Discours sur l'origine et les fondements de l'inégalité parmi les hommes.

### Histoire de publication
L'ouvrage est publié en 1786. Il vient en quelque sorte en complément de l'Idée d'une histoire universelle d'un point de vue cosmopolitique, publiée deux ans plus tôt.

## Résumé

### Corps
Le philosophe réfléchit aux conditions de possibilité de la découverte du passé inconnu, c'est-à-dire du passé antéhistorique. Il est nécessaire de connaître les causes et les effets pour connaître les causes intermédiaires, à savoir ce qui s'est déroulé entre ces deux bornes. Toutefois, l'utilisation de l'imagination ne permet pas d'accéder à une connaissance historique, mais à une histoire « fabriquée ». Il décide donc de se baser sur une lecture du livre de la Genèse.
Une spéculation sur les débuts de l'histoire doivent commencer sur des bases sûres. Il s'agit de penser un homme pleinement développé, c'est-à-dire un adulte ; un couple, pour pouvoir penser que l'espèce se reproduit ; enfin, un couple seul, pour qu'aucune guerre ne soit encore déclenchée. Kant procède ainsi à une expérience de pensée où il place ce couple dans un jardin (paradeison).
Kant, à partir de la Genèse, retrace le moment hypothétique où l'homme n'a plus été qu'un être de nature. « Tant que l'homme inexpérimenté obéissait à l'appel de la nature, tout allait bien pour lui. Mais la raison commença à bouillonner », et à partir de ce moment, elle lui a permis de procéder à des opérations de la raison, comme la comparaison, qui modifient son rapport au monde, reléguant l'instinct et le faisant disparaître. Ainsi, les désirs peuvent dépasser les besoins, voire aller à leur encontre.
Le désir sexuel a lui-même fait l'objet d'une dénaturation par la raison. Alors que chez les animaux, ce désir est périodique, il est chez l'homme libre, augmenté par l'imagination, et peut avoir lieu en l'absence de la chose désirée. Ce désir a permis la transformation du désir sexuel en amour. La raison a ensuite atteint un nouveau stade, qui est celui de l'anticipation de futur. C'est une capacité à se représenter le futur en avance, et est la marque de l'humain. C'est également une source inépuisable d'inquiétude et de détresse.
La quatrième et dernière étape du développement de la raison, enfin, est l'étape durant laquelle l'homme s'élève au-dessus du règne animal ; c'est ici qu'il comprend, quoique vaguement, la fin de la nature : rien, sur Terre, ne pourra le concurrencer. L'homme dispose en effet d'un privilège, qui est celui de soumettre le règne animal à son vouloir. Ainsi, les hommes deviennent égaux entre eux, hommes rationnels, quel que soit leur rang, dans la mesure où tous les êtres rationnels sont des fins en soi. En tant que fins en soi, ils doivent être vus non pas comme un moyen, mais comme une fin.

### Remarque
La sortie du paradis représente ainsi le passage de l'homme comme animal brutal à l'homme comme membre de l'humanité. Il s'agit de la rupture du règne de l'instinct pour la direction de la raison. En d'autres termes, l'homme passe d'un statut d'être gardé par la nature à l'état de liberté. Il s'agit là d'un progrès sur lequel on ne peut revenir.
Toutefois, de manière paradoxale, la première étape de cette transition a été une chute, qui a fait sortir l'humanité du jardin. Par conséquent, « l'histoire de la nature commence avec le bien, car c'est l'oeuvre de Dieu. L'histoire de la liberté commence avec le mal, parce que c'est l’œuvre de l'homme ».

### Fin de la conjecture de l'histoire
L'homme est ainsi entré dans l'ère du travail et de la discorde, comme prélude de l'unification de la société. En sortant de la nature, l'homme commence à élever des bêtes et cultiver la terre. Le conflit naît à ce moment entre les humains, ce qui les oblige à se répandre sur le globe. Les besoins primaires de la vie pouvant être remplis par l'accord entre les différents travailleurs, l'échange est rendu nécessaire. Ceci rend possible l'émergence de la culture et de l'art, des loisirs et du travail industrieux. C'est aussi à ce moment-là que la justice publique et une constitution civile commencent.
La peur de la guerre est la seule chose qui modère les despotismes. La richesse est nécessaire à un État pour qu'il mène la guerre ; mais sans la liberté, il n'y a pas de possibilité d'être industrieux, et donc de produire de la richesse.

### Remarque finale
L'homme qui réfléchit sent une forme de tristesse, qui peut devenir une corruption morale, dont l'homme irréfléchi ne connaît rien. L'homme réfléchi ressent une insatisfaction envers la Providence, qui gouverne le monde, car il aimerait espérer que le monde aille mieux.
Il est nécessaire d'admettre que les plus grands maux qui affligent les peuples civilisés sont liés à la guerre. Le problème ne réside pas dans la guerre présente, ou la guerre passée, mais dans le fait que les sociétés s'arment en permanence pour préparer une guerre future. Ainsi, l’État, qui pourrait utiliser sa richesse et les fruits de sa culture pour des fins élevées, les utilise pour la guerre. La liberté est heurtée par le comportement maternant de l’État, qui écrase la liberté pour protéger les citoyens des menaces extérieures. La guerre a toutefois un versant positif. Elle est indispensable pour faire progresser la culture. Il n'y a que lorsque la culture sera parfaite qu'une paix salutaire sera possible.
Kant conclut l'ouvrage en soutenant que l'Histoire va, non pas du Mal au Bien ou du Bien au Mal, mais du pire au meilleur. Ainsi, « chacun est appelé par la nature, du mieux que ses capacités lui permettent, à faire sa part de ce progrès ».

## Postérité
Les Conjectures seront peu lues en France. Charles Renouvier commentera le texte à la fin du XIXe siècle, notamment pour le critiquer.